# Bhumi Phalastadion
Het Bhumi Phalastadion is een multifunctioneel stadion in Temanggung, een stad in Indonesië. 
Het stadion wordt vooral gebruikt voor voetbalwedstrijden, de voetbalclub Persitema Temanggung maakt gebruik van dit stadion. In het stadion is plaats voor 10.000 toeschouwers.